# Succession adelphique
La succession adelphique (\a.dɛl.fik\) est, en science politique, la transmission du pouvoir entre frères.

## Arabie saoudite
Le système successoral saoudien est lui-même de type adelphique. Toutefois, la transmission de la couronne demeure quelque peu aléatoire puisque le roi n'est pas nécessairement l'aîné : « Chaque roi potentiel est à la tête d’une faction, dont la puissance est déterminée par la force de son clientélisme, son soutien dans les forces armées et ses appuis dans le monde religieux et intellectuel. »